# Megapachylus grandis
Megapachylus grandis is een hooiwagen uit de familie Gonyleptidae.